# Couvent San Cosimato
Le couvent San Cosimato est un édifice religieux situé à Vicovaro, dans la province de Rome, dans le Latium, en Italie. Son nom provient probablement de la contraction des noms des saints Cosma et Damiano.

## Historique
La fondation du couvent remonte au VIe siècle bien qu'il ait été détruit en grande partie par les vagues successives d'invasions barbares (notamment de Totila). Selon certaines traditions, renforcées par les scènes des fresques présentes sur la façade ainsi que la présence de nombreuses citernes d'eau de grandes capacités, il aurait été le lieu de batailles contre les sarrasins lors de la victoire des troupes de Jean X en 916. 
Au Xe siècle, il fait partie des monastères de l'ordre de Cluny avant d'être agrégé en 1241 à l'abbaye de l'ordre de San Sebastiano alle Catacombe sur ordre du pape Grégoire IX. De 1656 à 1668, il est abandonné avant d'être placé sous l'administration des Franciscains qui le gèrent jusqu'à ce jour. Il fut le lieu de nombreux ermitages de moines qui vivaient le long de la paroi calcaire de la vallée de l'Aniene où se trouvent toujours des cellules rudimentaires et de petites chapelles.
Devenu propriété de la commune de Vicovaro au XVIIIe siècle mais toujours alloué aux Franciscains, le couvent est aujourd'hui un lieu où ne vit plus qu'un seul frère franciscain. Il est en partie utilisé comme centre de séminaires et hôtel.

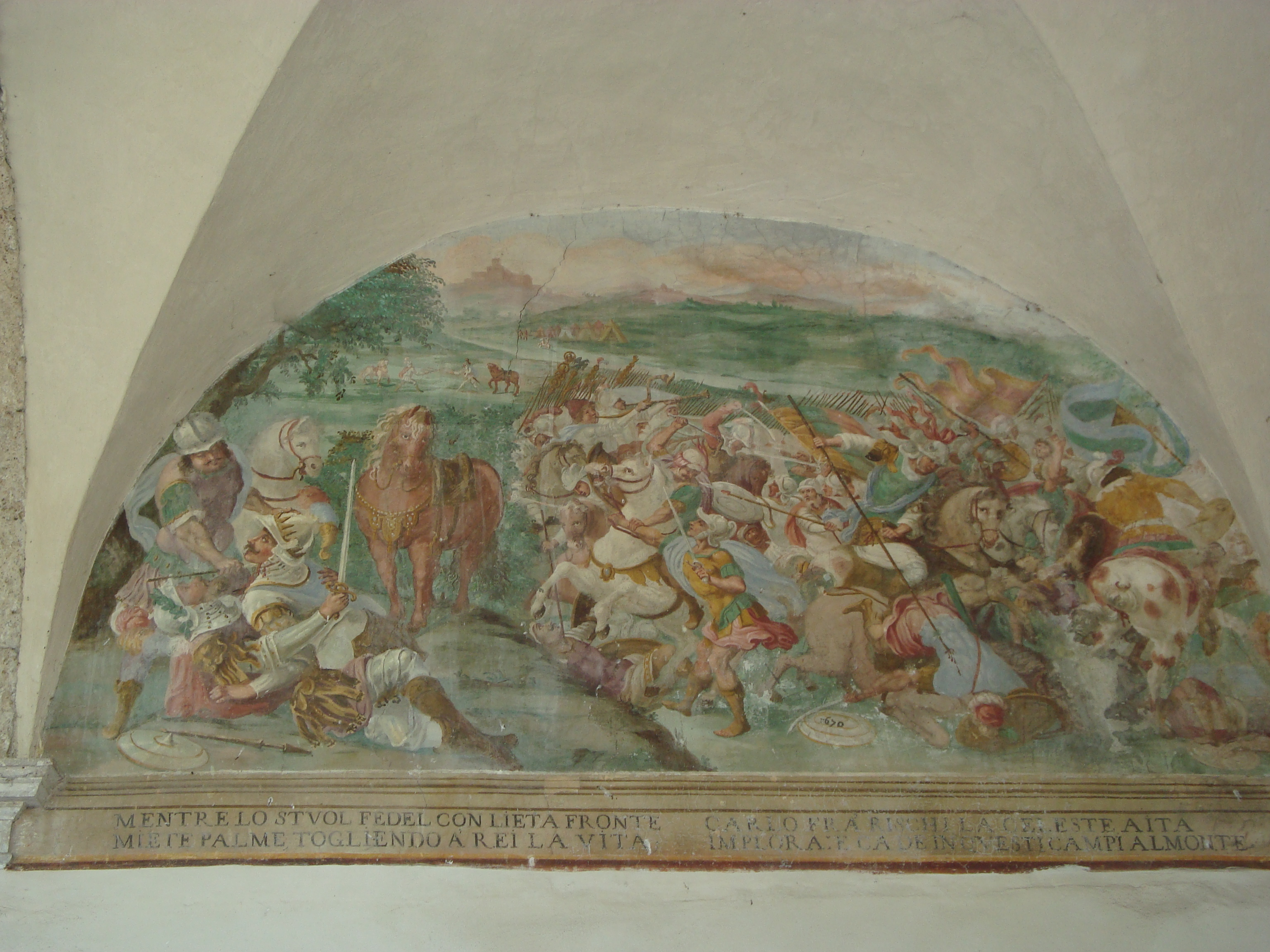
Partie droite de la fresque du portique
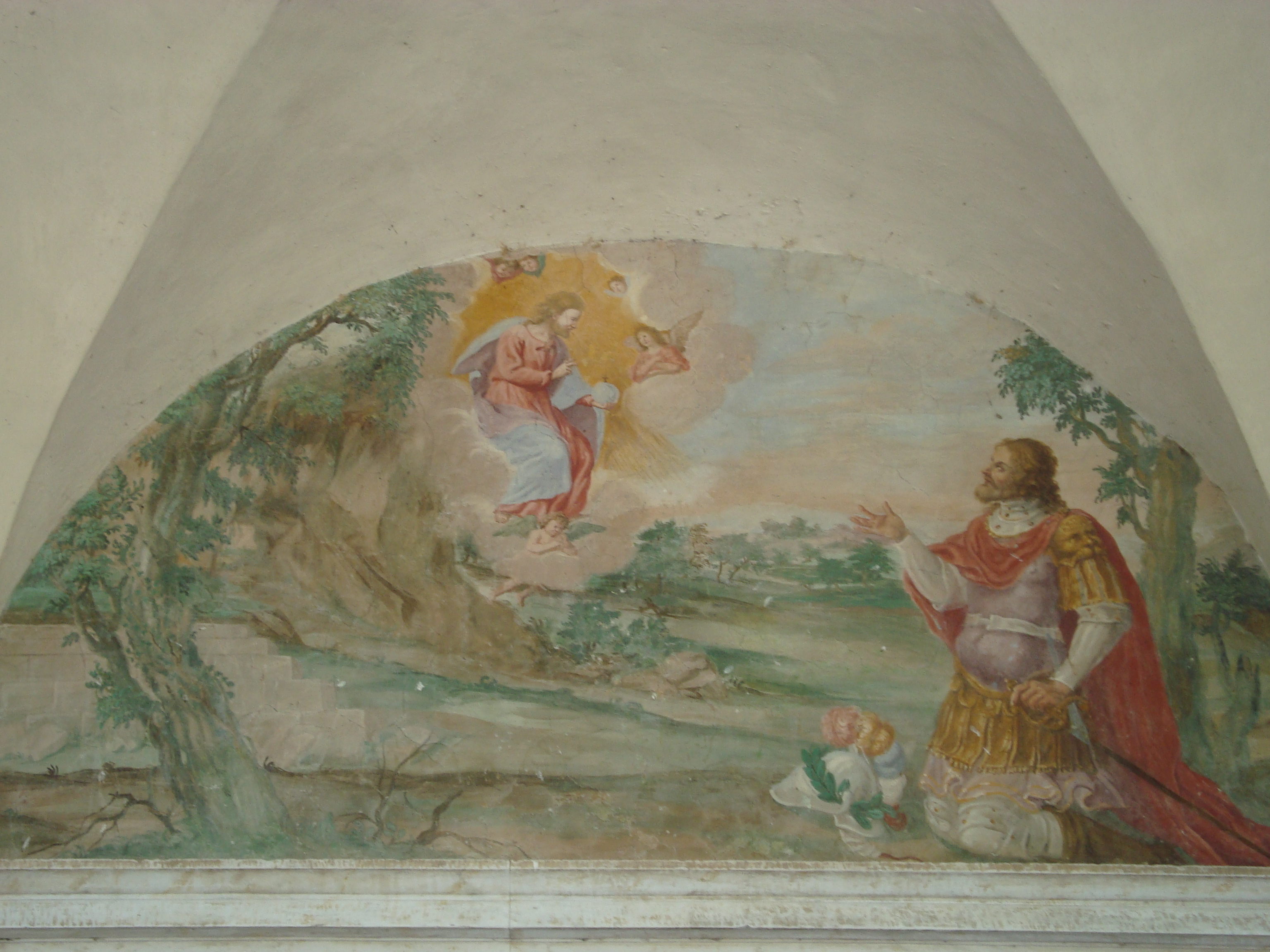
Partie centrale de la fresque du portique
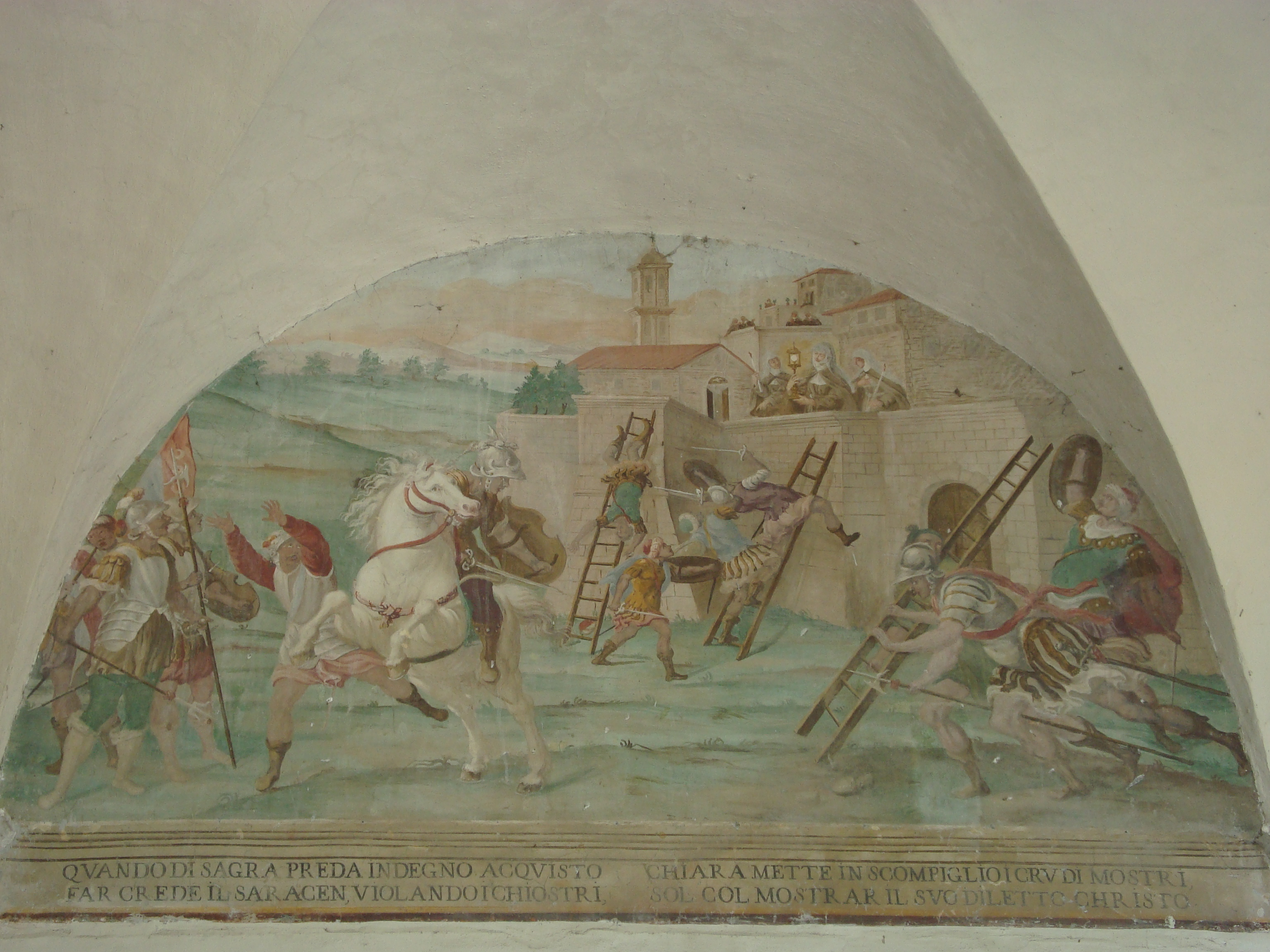
Partie droite de la fresque du portique

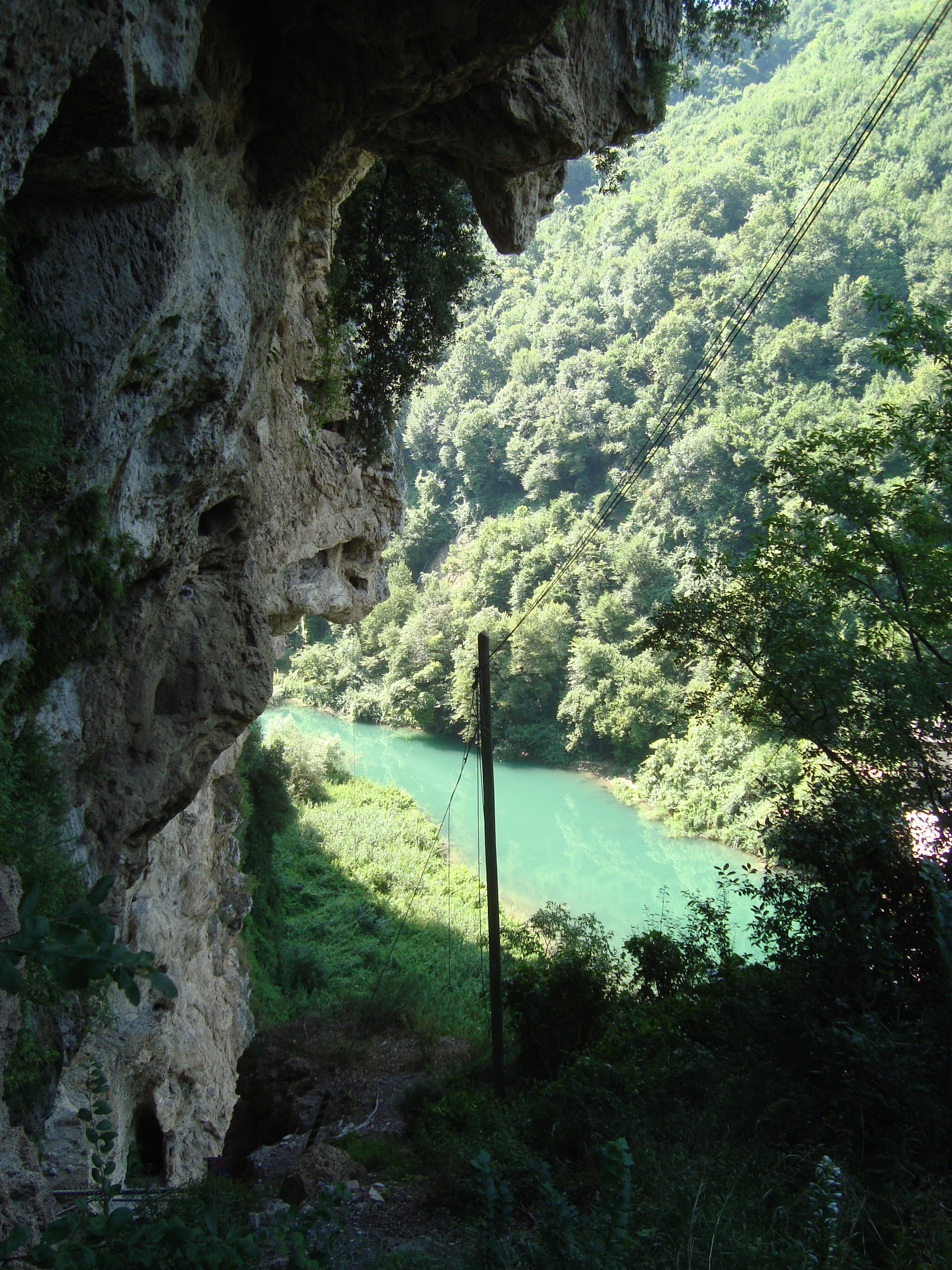
Paroi rocheuse surplombant l'Aniene où se trouvent de nombreux ermitages et chapelles.
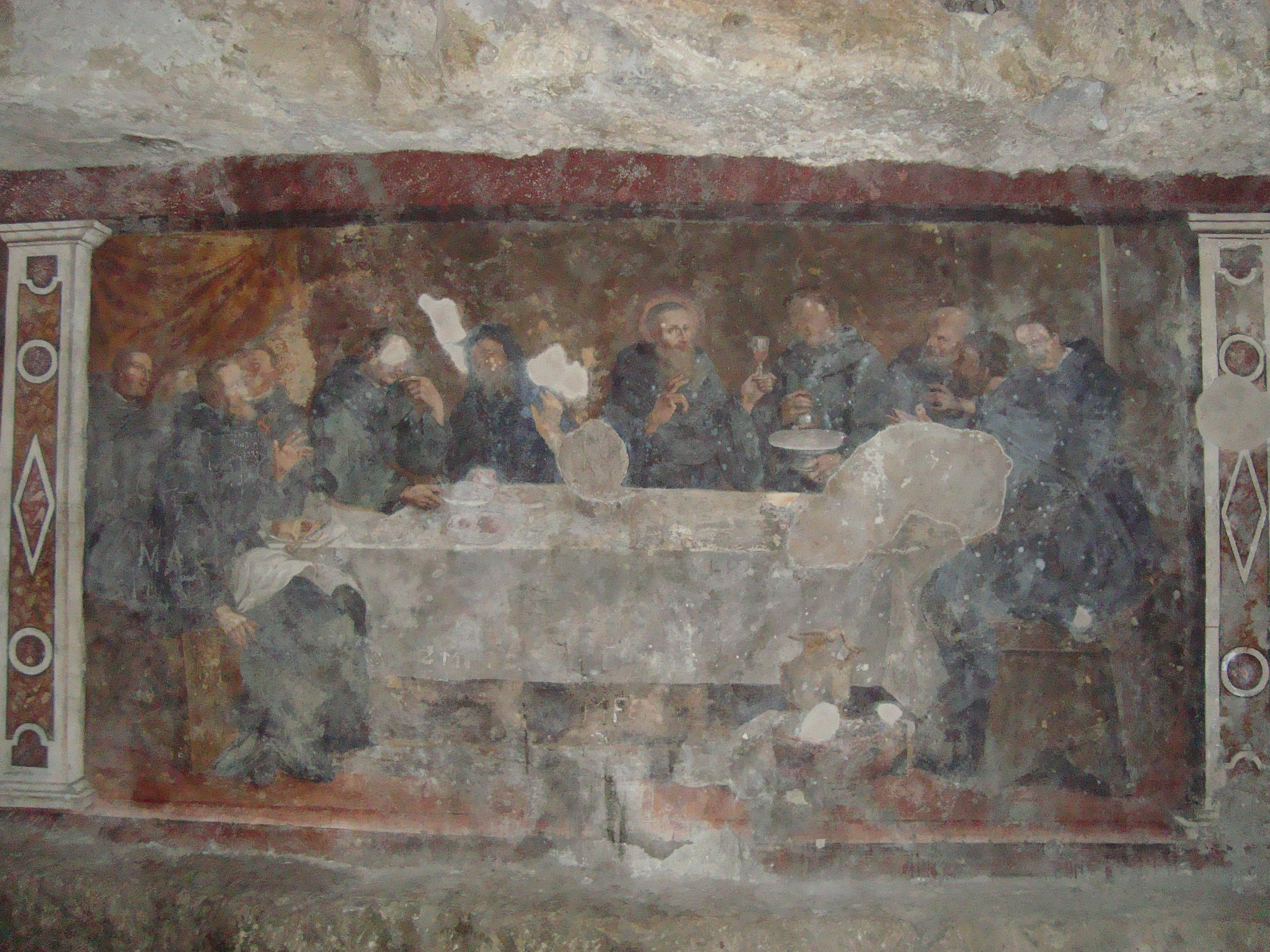
Fresque de la chapelle San Michele Arcangelo dans la paroi rocheuse représentant un repas de moines bénédictins.